# Trident

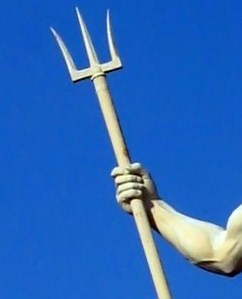
Tridentul lui Poseidon

Tridentul este o suliță cu trei vârfuri. El este utilizat pentru pescuitul subacvatic. Din punct de vedere istoric, a fost menționat ca armă de luptă. A fost folosit de fermieri, în trecut, ca decorticator pentru curățarea de frunze, semințe și muguri ai tulpinilor unor plante, cum ar fi inul și cânepa.
Tridentul este arma lui Poseidon sau Neptun, zeul mării în mitologia clasică. În mitologia hindusă el este arma lui Shiva, fiind cunoscut sub numele de trishula (numele sanscrit pentru „suliță triplă”).

## Etimologie
Cuvântul „trident” provine din cuvântul francez trident, care la rândul său provine din cuvântul latin tridens sau tridentis: tri înseamnă „trei” și dentes înseamnă „dinți”, cu referire la cele trei vârfuri sau „dinți” ai armei. Numele sanscrit pentru trident, „trishula”, este compus din tri त्रि, adică „trei” + ṣūla शूल, adică „spin”, cele trei vârfuri ale tridentului fiind numite mai degrabă „spini” decât „dinți”.
Echivalentul grecesc al tridentului este τρίαινα (tríaina) și provine din cuvântul protogrec trianja, care înseamnă „întreit”.

## Utilizări

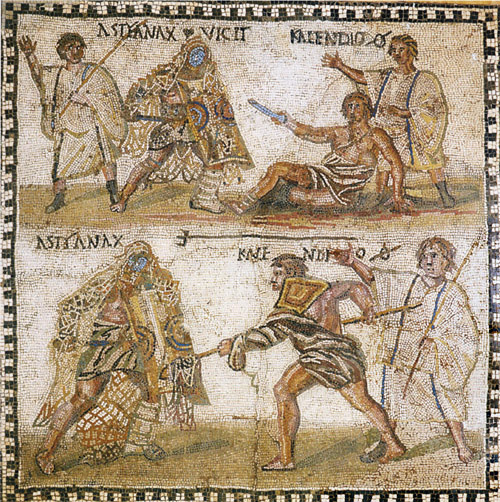
Mozaic din secolul al IV-lea î.Hr., care arată un retiar sau gladiator înarmat cu un trident și o plasă luptând cu un secutor.

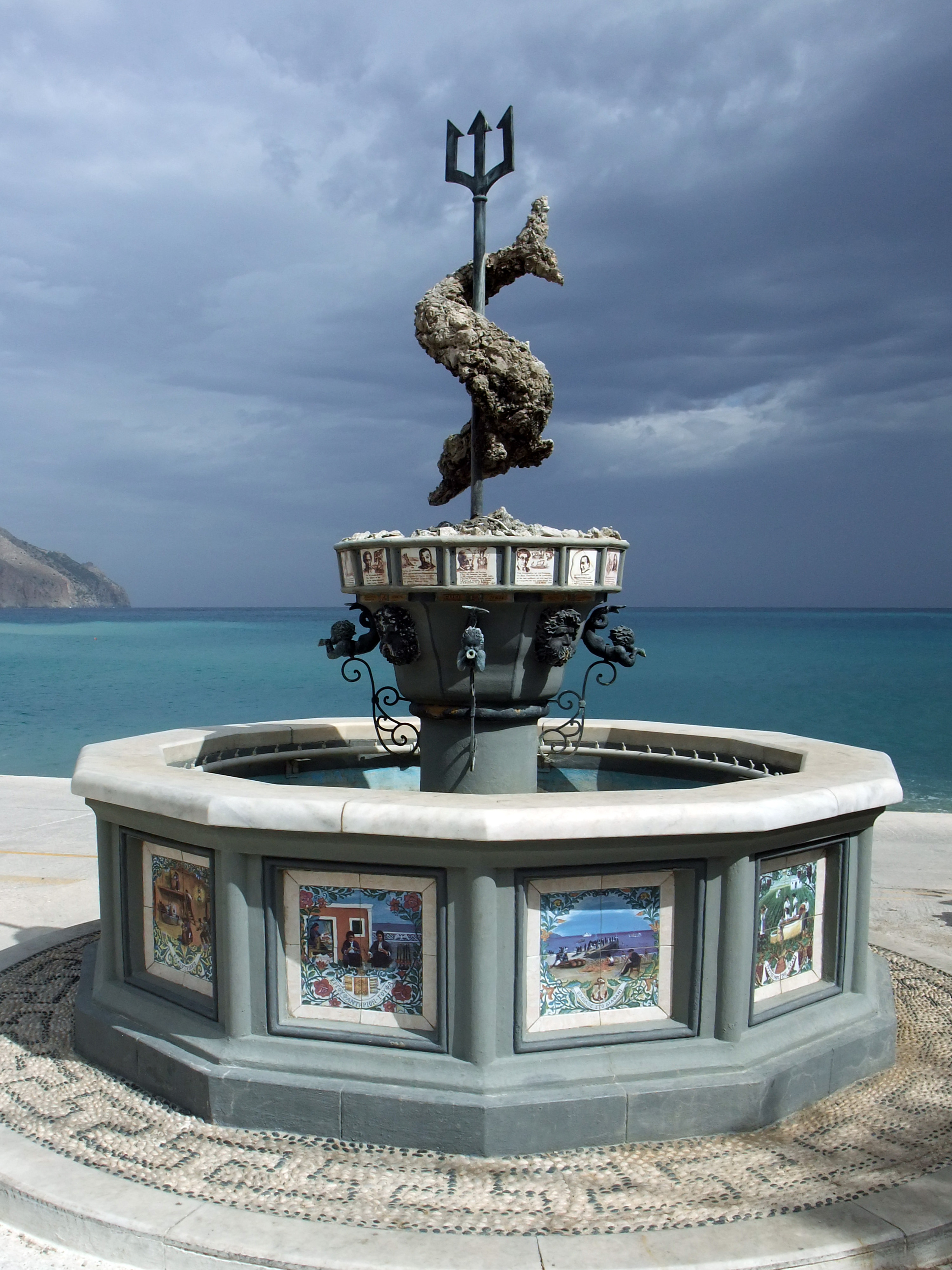
Fântâna lui Neptun din Diafáni, insula Karpathos

În mitologia greacă, romană și hindusă se consideră că tridentul are puterea de a controla apele oceanului.

### Pescuit
Tridentul folosit pentru pescuit are, de obicei, dinți cu ghimpi care străpung peștele și-l țin nemișcat. În Sudul și în Vestul mijlociu al Statelor Unite ale Americii este folosit un fel de trident pentru prinderea unor specii de pești și de broaște.

### Luptă
Tridentul, cunoscut sub numele de dangpa, apare ca o armă în artele marțiale coreene practicate în secolele al XVII-lea și al XVIII-lea.
În Roma Antică, într-o parodie a activității pescărești, tridentul era folosit adesea de către un tip de gladiator numit retiar sau „luptător cu plasa”. Retiarul lupta, în mod tradițional, cu un secutor și arunca o plasă pentru a-și prinde adversarul, iar apoi folosea tridentul ca să-l omoare.

## Simbolism și mitologie
În legendele și poveștile hinduse, Shiva, un zeu hindus care ține un trident în mână, folosește această armă sacră pentru a lupta împotriva negativismului. Se spune, de asemenea, că tridentul reprezintă cele trei virtuți (guna) menționate în filozofia indiană vedică și anume sāttvika, rājasika și tāmasika.
Fiind o ustensilă folosită pentru pescuit, tridentul este asociat cu Poseidon, zeul mării în mitologia greacă, precum și cu omologul său roman Neptun. Poseidon a folosit tridentul pentru a crea izvoare de apă în Grecia, precum și pentru a crea calul. Poseidon, ca zeu al mării, putea produce cutremure puternice atunci când lovea pământul cu furie și își folosea tridentul pentru a provoca valuri, maree, tsunami și furtuni pe mare.
În mitologia romană, Neptun a folosit, de asemenea, un trident pentru a crea noi cursuri de apă și a provoca cutremure. Un bun exemplu poate fi sculptura Neptun și Triton a lui Gian Lorenzo Bernini.
În religia taoistă, tridentul reprezintă Trinitatea Taoistă, Cei Trei Puri. În ritualurile taoiste, un clopot sub formă de trident este folosit pentru a invita zeitățile și a convoca spiritele, deoarece tridentul semnifică autoritatea cea mai înaltă a Cerului.

## Uz politic

Drapelul Barbadosului conține un trident.

- Tryzub-ul de pe stema Ucrainei, adoptată în 1918 (într-o reinterpretare a unui steme medievale care reprezenta cel mai probabil un șoim care cobora din înălțimile cerului, la fel ca stema localității Staraia Ladoga).
- Emblema națională de pe drapelul Barbadosului.
- „Furcile mâniei poporului”, semn adoptat de organizația revoluționară rusă antisovietică Alianța Națională a Rusiei Solidarists (NTS).
- Britannia, personificarea Marii Britanii.

## Uz civil
- Simbolul Washington and Lee University.
- Simbol (din iunie 2008) al echipelor sportive Tritonii de la University of Missouri–St. Louis.
- Sparky the Sun Devil, mascota Arizona State University, ține în mână un trident. (ASU a[când?] reproiectat recent tridentul ca un simbol de sine stătător.)
- Tridentul a fost folosit ca logoul original al echipei de baseball Seattle Mariners.
- Un element de pe steagul Sea Shepherd Conservation Society.
- Logoul companiei Maserati.
- Stema Club Méditerranée.
- [./Https://en.wikipedia.org/wiki/Hawker_Siddeley_Trident Hawker Siddeley Trident], un avion cu reacție britanic cu trei motoare din anii 1960.
- Trofeul turului ciclist Tirreno–Adriatico.
- Mascota University of California, San Diego este tritonul.

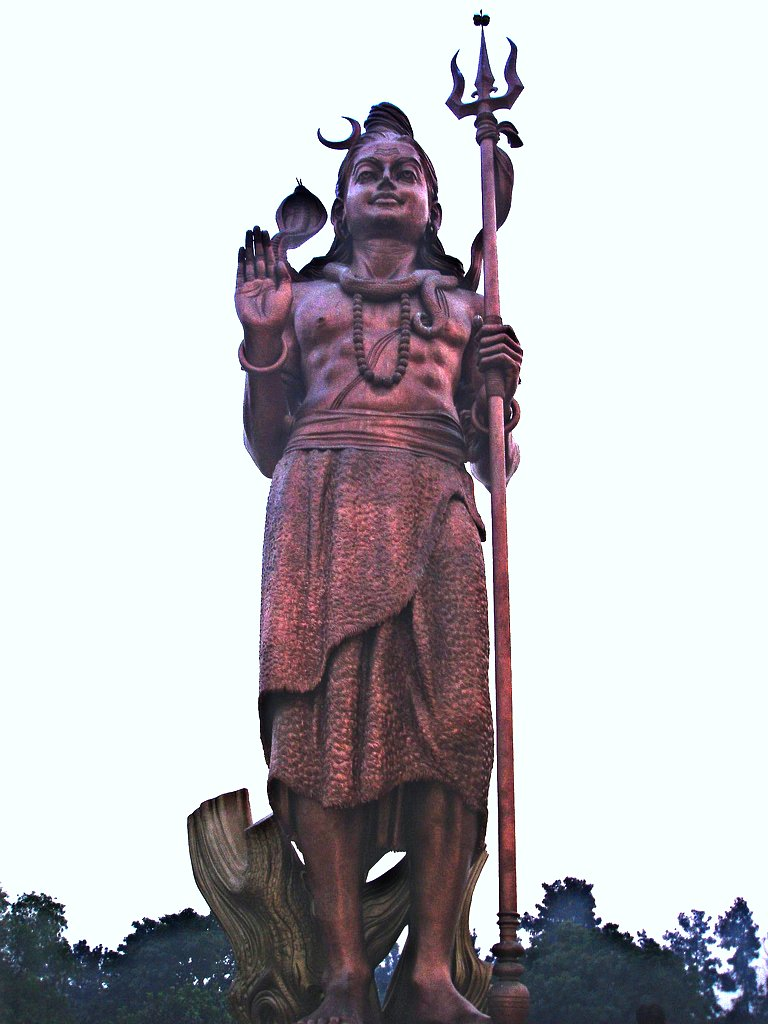
O statuie a zeului hindus Shiva, care ține o trishula, în apropierea Aeroportului Internațional Indira Gandhi din Delhi
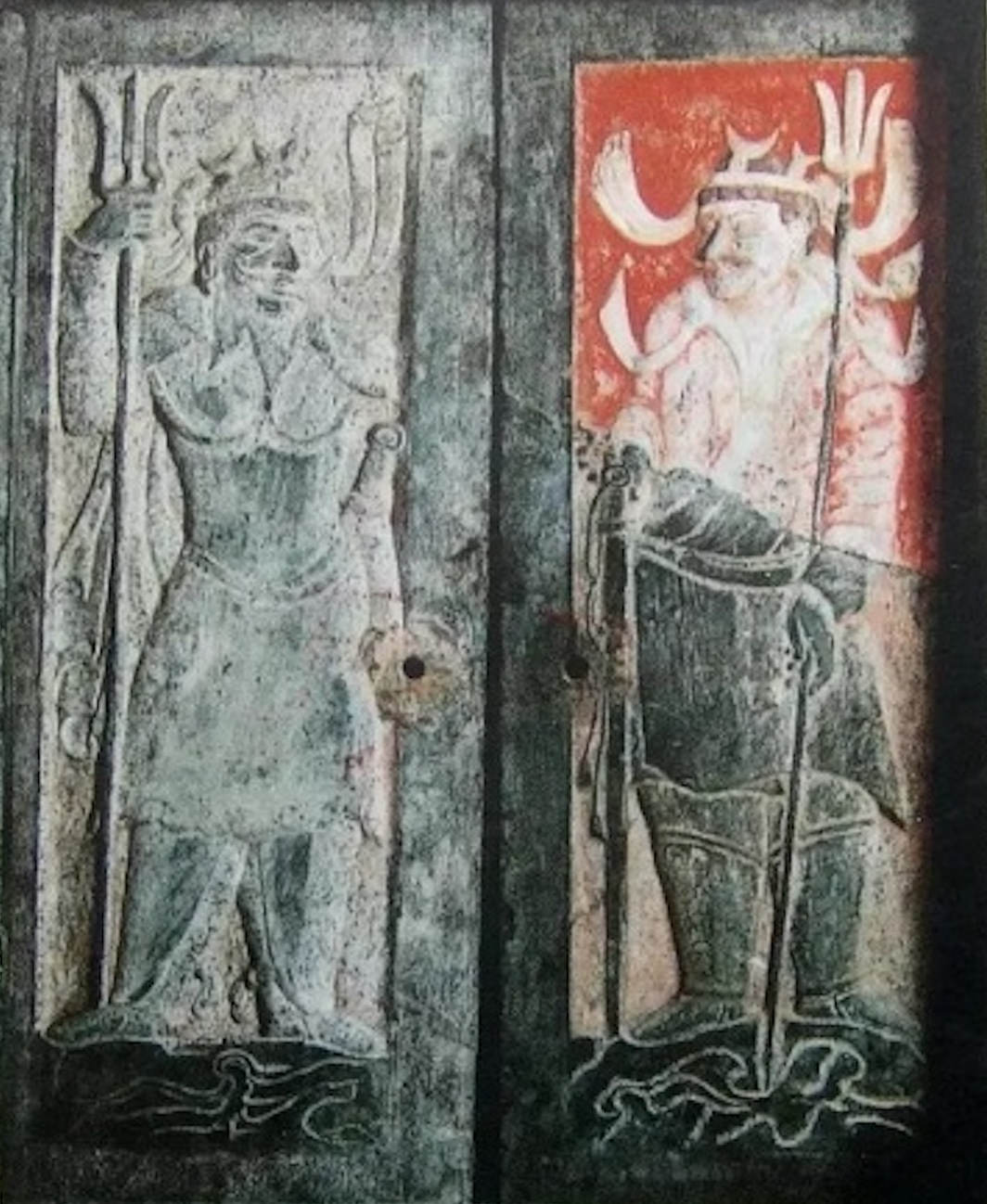
Doi zei gardieni reprezentați într-un mormânt chinez antic, ținând în mână un trident
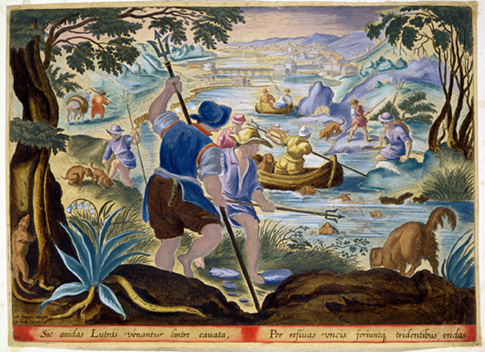
Pescari olandezi folosind un trident în secolul al XVII-lea
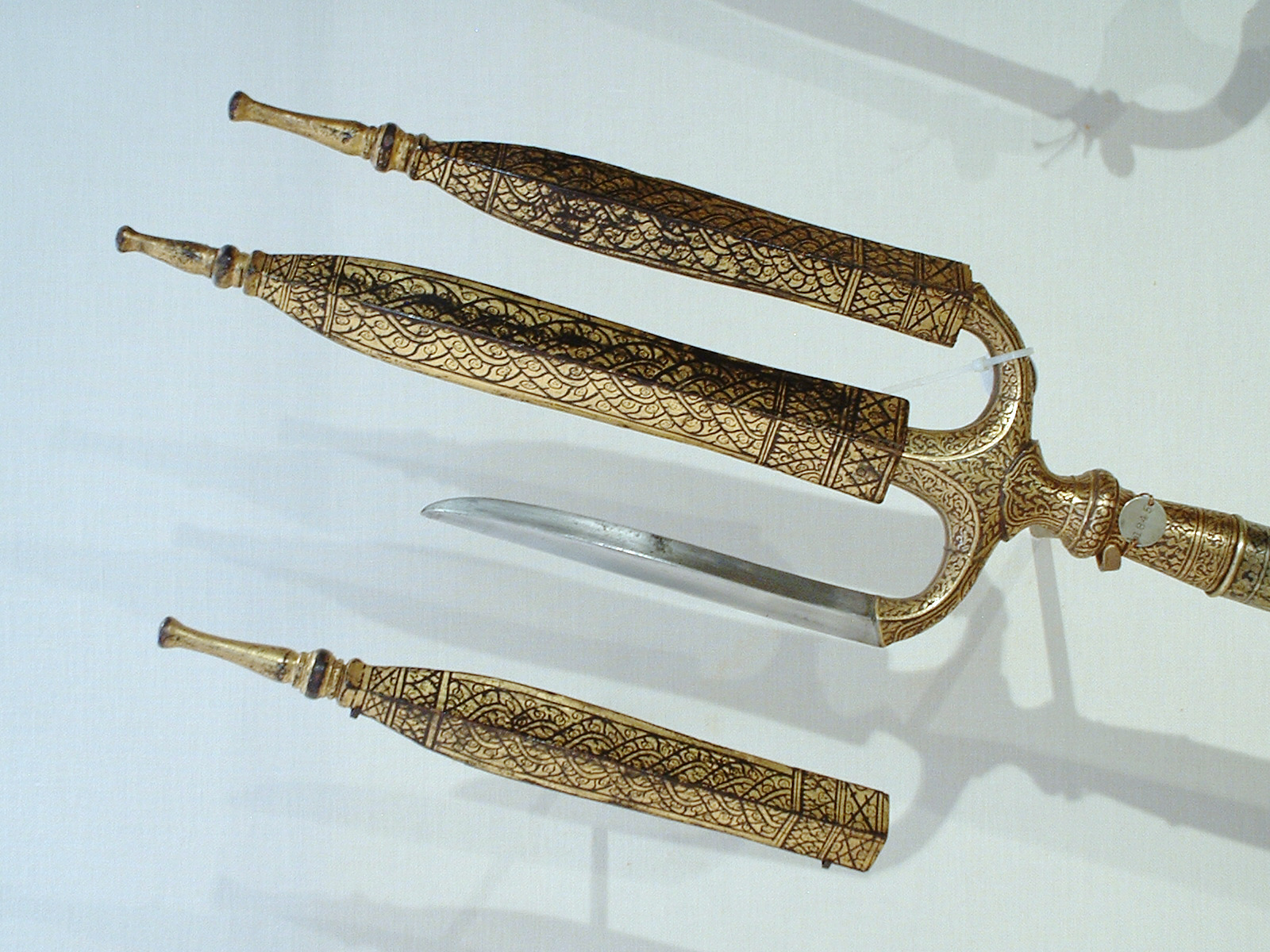
Trident birmanez din secolul al XVIII-lea
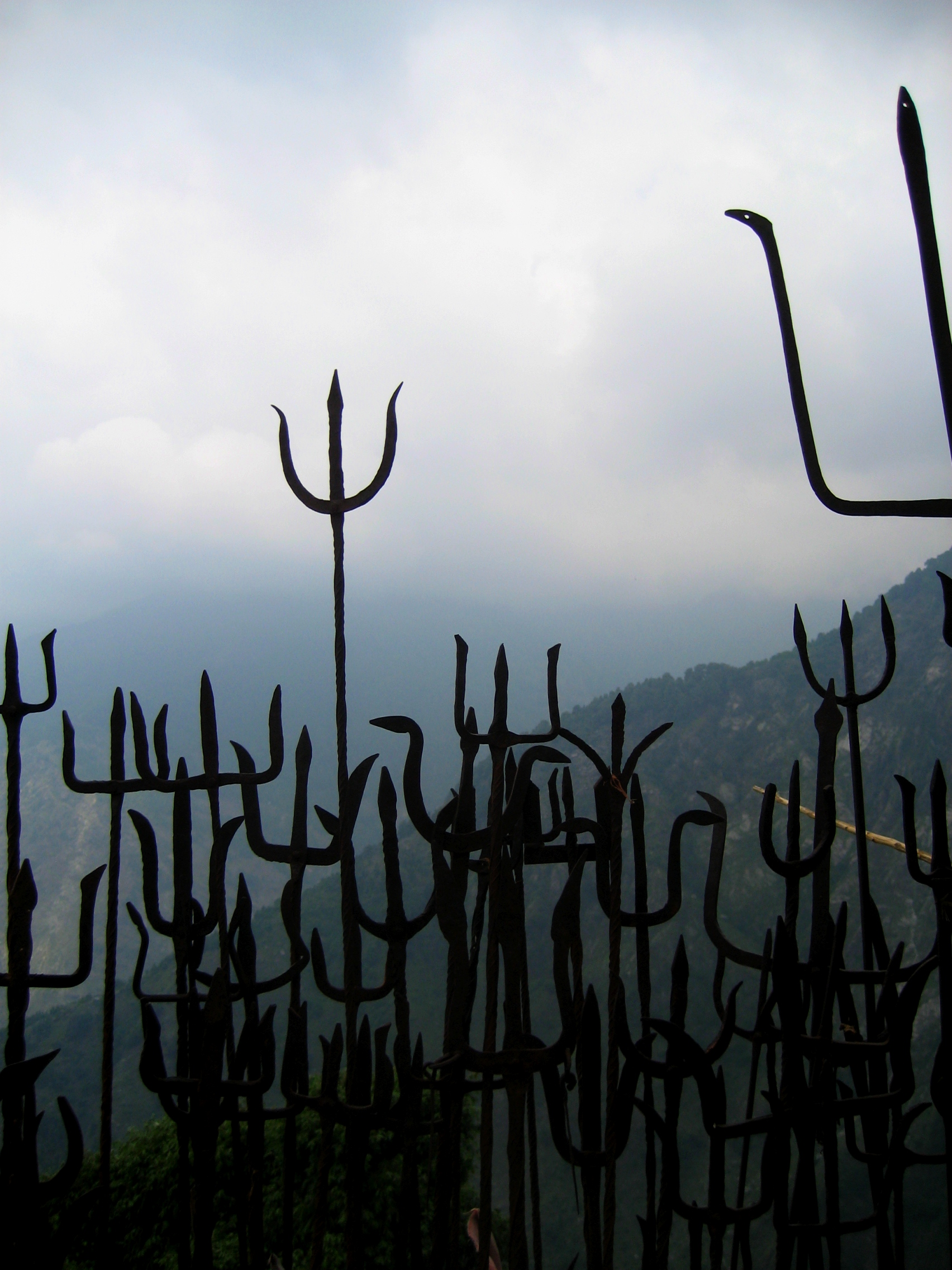
Tridente (Trishula) aduse ca ofrandă lui Guna Devi, în apropiere de Dharamsala, Himachal Pradesh, India

## Nomenclatură botanică
O serie de structuri din lumea biologică sunt descrise ca având aspect de trident. Începând de la sfârșitul secolului al XIX-lea, anumite forme botanice au fost descrise ca având aspect de trident; de exemplu, unele orhidee au fost descrise ca având frunze cu formă de trident în lucrările botanice mai vechi. În plus, în studiile botanice recente, unele bractee sunt descrise ca având formă de trident (de exemplu, bradul Douglas).